# 哈希链
在计算机安全中，哈希链（英語：Hash chain）是一种由单个密钥或密码生成多个一次性密钥或密码的一种方法。

## 定义
哈希链 是将密码学中的哈希函数{\displaystyle h(x)}循环地用于一个字符串。(即将所得哈希值再次传递给哈希函数得至其哈希值)
例：
{\displaystyle h(h(h(h(x))))}
一个长度为4哈希链，通常记{\displaystyle h^{4}(x)}

## 应用
兰波特 建议将其作为一种在非安全环境中的密码保护方案。相比较而言，一个提供身份验证的服务器储存哈希字符串，比储存纯文本密码，更能防止密码在传输或储存时被泄露。举例来说，一个服务器一开始存储了一个由用户提供的哈希值{\displaystyle h^{1000}(password)}。进行身份验证时，用户提供给服务器{\displaystyle h^{999}(password)}。服务器计算{\displaystyle h(h^{999}(password))=h^{1000}(password)} ，并与已储存的哈希值{\displaystyle h^{1000}(password)}进行比较。然后服务器将存储{\displaystyle h^{999}(password)}以用来对用户进行下次验证。
窃听者即使嗅探到{\displaystyle h^{999}(password)}送交服务器，也无法将{\displaystyle h^{999}(password)}用来认证，因为现在服务器验证的哈希值是{\displaystyle h^{998}(password)}。由于安全的哈希函数有一种单向的加密属性，对于想要算出前一次哈希值的窃听者来说它的值是不可逆的。在本例中，用户在整个哈希链用完前可以验证1000次之多。每次哈希值是不同的，因此不能被攻击者再次使用。